# Кастело (Кјети)
Кастело (итал. Castello) је насеље у Италији у округу Кјети, региону Абруцо.
Према процени из 2011. у насељу је живело 179 становника. Насеље се налази на надморској висини од 156 м.